# Ейфель. Правдива історія
«Ейфель. Правдива історія» (фр. La legende vraie de la tour Eiffel) — французький документально-художній фільм 2005 року режисера Саймона Брука, на основі роману «Таємниця Ейфелевої вежі» Паскаля Лене.

## Сюжет
У документально-ігровому фільмі розповідається про історію побудови в Парижі Ейфелевої вежі — шедевру індустрії, який став символом прогресу XIX століття. Трьохсотметровий монумент з бетону та заліза під керівництвом інженерів будували 200 робітників, і він став не менш знаменитим, ніж єгипетські піраміди або Великий китайський мур.

## Ролі виконують
- Жак Франц[fr] — Гюстав Ейфель
- Ніколя Вод[fr] — Едуард Барб'є
- Аннеліз Есме[fr] — Клер Ейфель
- Нікі Марбо[fr] — Максиміліан Дюваль
- Еммануель Авена[fr] — Рібо
- Жан-П'єр Бекер[fr] — Жан Компаньйон[fr]

## Навколо фільму
- Телефільм знімався в Парижі та в паризькому регіоні, зокрема на Ейфелевій вежі, в паризькій мерії, у селі Гірі-ан-Вексені, селі Ві-ді-Жолі-Віллажі, Маньї-ан-Вексені, у Понтуазі, на аеродромі Ла-Ферте-Але, а також у замку Сен-Жермен-ле-Корбей.